# Sededema
Sededema (ros. Седедема, Siediediema) – rzeka w azjatyckiej części Rosji, w Jakucji; lewy dopływ Kołymy. Długość 567 km; powierzchnia dorzecza 18 500 km².
Źródła na Płaskowyżu Ałazejskim; płynie w kierunku wschodnim przez Nizinę Kołymską. Zasilanie śniegowo-deszczowe; zamarza od października do maja.
W dorzeczu Sededemy znajduje się ok. 3000 niewielkich jezior o łącznej powierzchni ponad 700 km².